# Leptospermum grandifolium
Leptospermum grandifolium es una especie de arbusto perteneciente a la familia de las mirtáceas.

## Distribución y hábitat
Alcanza un tamaño de hasta 6 metros de altura. Visto a menudo cerca de los arroyos en suelos derivados de piedra arenisca. También se puede observar en las zonas sub-alpinas cerca del Monte Kosciuszko en Australia. 

## Descripción
Tiene tres o cinco venas paralelas que se pueden observar en las hojas, de alrededor de 1-3 cm de largo y 3-7 mm de ancho, con una punta afilada. La superficie inferior de la hoja es afelpada, la parte superior es un tanto brillante. Flores blancas se forman por separado, con unos 15 mm de ancho, por lo general, desde octubre a diciembre. Las cápsulas del fruto son peludas, de 8 a 10 mm de ancho.

## Taxonomía
Leptospermum grandifolium fue descrita por James Edward Smith y publicado en Transactions of the Linnean Society of London 6: 299. 1802.
Etimología
Leptospermum: nombre genérico que viene del griego antiguo "leptos" y "sperma", que significa "semilla fina".
grandifolium: epíteto latíno que significa "con grandes hojas", en comparación con las hojas más pequeñas de otras plantas de este grupo.
Sinonimia
- Leptospermum pubescenes var. grandifolium (Sm.) Domin
- Leptospermum pubescens f. argyreum (S.Schauer) Domin
- Leptospermum subargenteum Gand.[3]